# Svedbergstjärnen, Härjedalen
Svedbergstjärnen är en sjö i Härjedalens kommun i Härjedalen och ingår i Ljusnans huvudavrinningsområde. Sjön har en area på 0,0944 kvadratkilometer och ligger 448,2 meter över havet. Sjön avvattnas av vattendraget Vålåsbäcken.

## Delavrinningsområde
Svedbergstjärnen ingår i det delavrinningsområde (688413-140735) som SMHI kallar för Ovan 688298-140934. Medelhöjden är 499 meter över havet och ytan är 5,18 kvadratkilometer. Det finns inga avrinningsområden uppströms utan avrinningsområdet är högsta punkten. Vålåsbäcken som avvattnar avrinningsområdet har biflödesordning 2, vilket innebär att vattnet flödar genom totalt 2 vattendrag innan det når havet efter 262 kilometer. Avrinningsområdet består mestadels av skog (66 procent) och sankmarker (27 procent). Avrinningsområdet har 0,1 kvadratkilometer vattenytor vilket ger det en sjöprocent på 1,8 procent.